# Jan Willem Termijtelen
Jan Willem Termijtelen (Soerabaja, Nederlands-Indië, 10 januari 1893 – Wassenaar, 12 september 1977) was een Nederlands marineofficier. Tijdens de Tweede Wereldoorlog was hij Chef Marinestaf en commandant der Marine in het Verenigd Koninkrijk.

## Jeugd en opleiding
Jan Willem Termijtelen werd in 1893 geboren. Zijn ouders waren kapitein-ter-zee Jan Willem Termijtelen en Aaltje Maria Catharina Wijnveldt. De familie had meer officieren van marine en landmacht voortgebracht en kende veel connecties met Nederlands-Indië. Zo was zijn grootvader Henri Antoine Termijtelen, luitenant-kolonel der infanterie van het Indische leger (ridder in de Militaire Willems-Orde). 

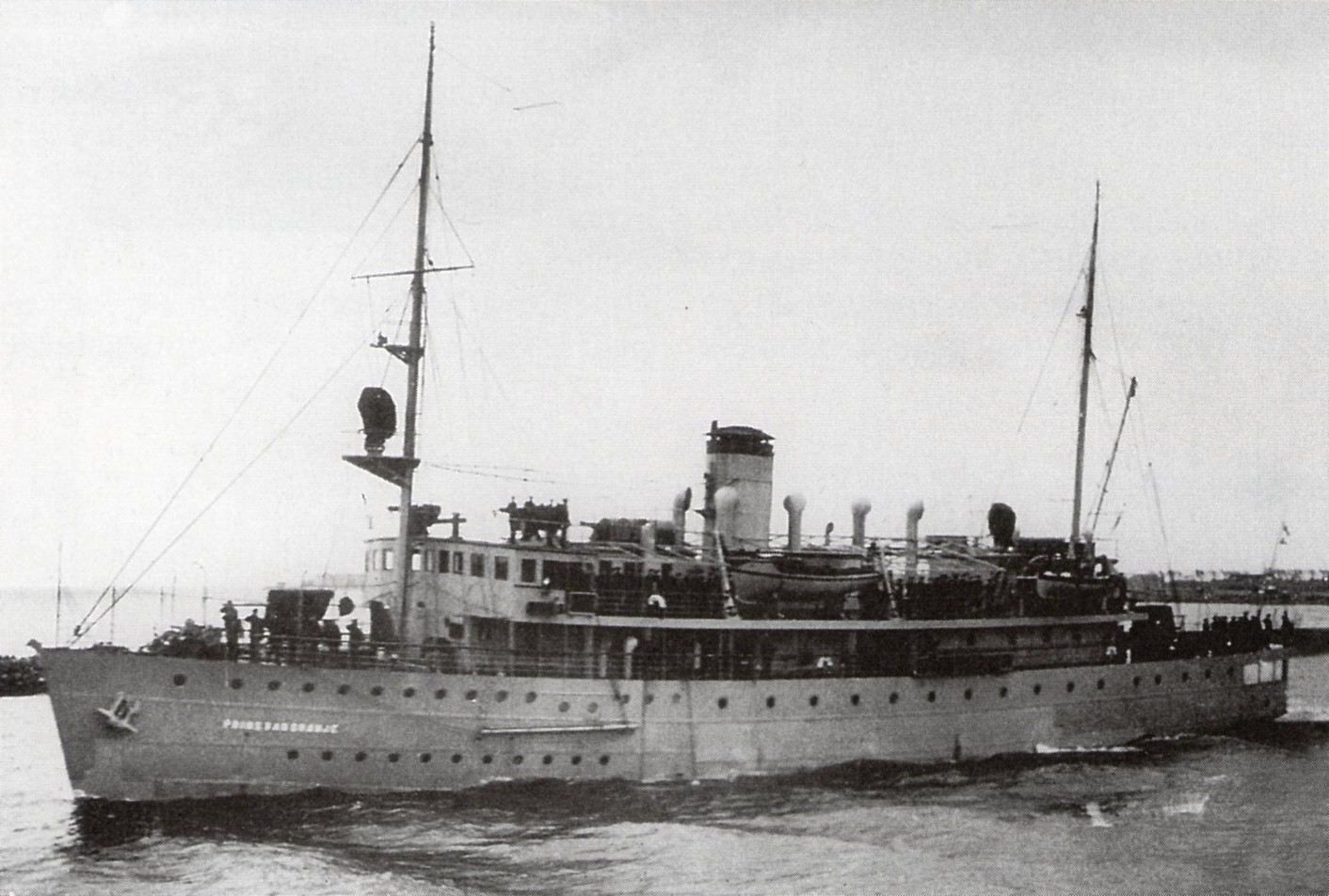
Hr.Ms. Prins van Oranje (1932)

Jan Willem Termijtelen doorliep de vijfjarige HBS in ‘s-Gravenhage en ging in 1910 naar het Koninklijk Instituut voor de Marine te Willemsoord, Den Helder. In 1912/1913 was hij president van de senaat van het Korps Adelborsten.

## Eerste jaren bij de Koninklijke Marine
Nadat Termijtelen in 1913 werd benoemd tot adelborst der eerste klasse, werd hij uitgezonden naar Nederlands-Indië. 

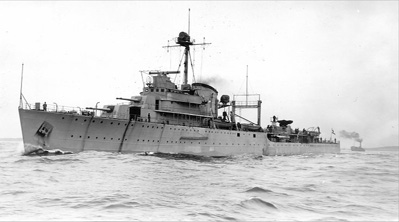
Hr. Ms. Tromp (1938)

 Daarna volgde zijn beëdiging als officier bij de Koninklijke Marine. In 1916 werd hij geplaatst bij de Torpedodienst te Den Helder. Gedurende de Eerste Wereldoorlog raakte hij betrokken bij het opruimen van mijnen. Bij een ongeluk met een mijn aan boord van Hr.Ms. Hellevoetsluis in november 1918 raakte hij levensgevaarlijk gewond. Hij herstelde daarvan gelukkig geheel.
Vanaf 1919 diende Termijtelen bij de Onderzeedienst, onder andere als commandant van de onderzeeboten K I en K IV. Zo ging hij in 1921 met de K IV naar Nederlands-Indië.. Van 1923 tot 1934 was hij achtereenvolgens adjudant van de Minister van Marine en van Prins Hendrik. Deze vertrouwensfuncties lagen hem goed. In deze periode maakte hij deel uit van het cordon sanitaire rond Prins Hendrik. Naderhand werd hij benoemd tot adjudant in buitengewone dienst van Koningin Wilhelmina.

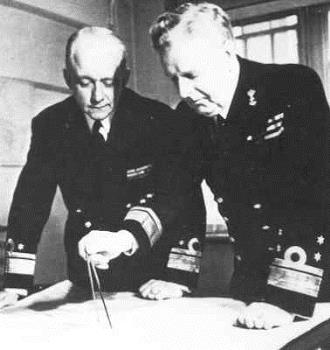
Termijtelen met Furstner (Londen)

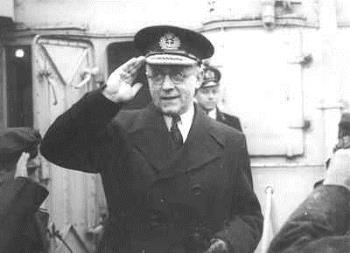
Termijtelen bij een bezoek aan Hr.Ms. Queen Wilhelmina in maart 1945

Hij voerde in 1933 tijdelijk het bevel over een divisie mijnenvegers en na zijn vertrek van het hof was hij tot 1936 commandant van de mijnenlegger Prins van Oranje in Nederlands-Indië.
In 1936 werd hij benoemd tot souschef van de Marinestaf onder schout-bij-nacht Furstner. In de zomer van 1939 volgde het bevel over de nieuwe lichte kruiser Tromp, waarmee hij naar Nederlands-Indië voer.
In 1935 werd Termijtelen bevorderd tot kapitein-luitenant ter zee en in 1939 tot kapitein-ter-zee.

## Tweede Wereldoorlog
In Nederland brak op 10 mei 1940 de Tweede Wereldoorlog uit en na vijf dagen strijd moest Nederland capituleren voor de Duitsers. Nederlands-Indië bleef vooralsnog gespaard voor het oorlogsgeweld. In die regio was Termijtelen tot juli 1941 commandant van de Tromp. Uit Australië gekomen, verbleef de Tromp twee weken in Soerabaja, waar de commando-overdracht plaatsvond. De bemanning zag de commandant met leedwezen vertrekken.
Hij vertrok van Nederlands-Indië naar Londen op verzoek van Furstner, op dat moment minister van Marine bij de regering in ballingschap. Furstner stelde veel vertrouwen in hem en had hem benoemd tot Chef Marinestaf. In feite werd Termijtelen dienstdoend secretaris-generaal van het ministerie van marine. Dat bleef hij tot in 1945. Tegelijkertijd vervulde hij de administratieve functie van Commandant der Marine in het Verenigd Koninkrijk en vanaf 1944 Directeur der Luchtstrijdkrachten.
Begin 1942 zag het er even naar uit, dat aan Termijtelens plaatsing in Londen een einde zou komen. Men overwoog hem Nederland te laten vertegenwoordigen bij de Combined Chiefs of Staff in Washington, maar uiteindelijk wenste Furstner hem in Londen te houden. Hij vond hem een te waardevolle figuur voor de rol die hij namens Nederland in Washington zou kunnen spelen. Op 13 februari 1942 bezocht Termijtelen in het Witte Huis President Roosevelt met generaal-majoor Dijxhoorn en gezant Loudon om over deze rol te spreken. Vanaf 1943 werd hij in Londen belast met de plannen om na de bevrijding van het moederland zo doeltreffend mogelijk deel te nemen aan de bondgenootschappelijke strijd tegen Japan.
In 1941 werd Termijtelen bevorderd tot schout-bij-nacht en in 1944 tot vice-admiraal.

## Na de Tweede Wereldoorlog
Na de Tweede Wereldoorlog bleef Termijtelen tot 1947 bij de Koninklijke Marine in dienst. Als Chef Marinestaf in Nederland was hij de tweede man in de marinetop, direct onder de bevelhebber der Zeestrijdkrachten. Belangrijkste taak was de wederopbouw van de Nederlandse marine.
Na zijn vertrek bij de Koninklijke Marine trad hij in dienst bij het K.N.M.I. in De Bilt. Begin 1948 werd hij daar directeur van de afdeling Oceanografie en Maritieme Meteorologie. Na zijn pensionering aldaar werd hem gevraagd om voor enige tijd opnieuw in dienst te treden in de speciaal voor hem gecreëerde functie van directeur in algemene dienst.

## Onderscheidingen en eerbewijzen
Binnenland
- Ridder in de Orde van de Nederlandse Leeuw
- Commandeur in de Orde van Oranje-Nassau met de Zwaarden
- Officier in de Huisorde van Oranje (HO.4)
- Oorlogsherinneringskruis (OHK.1)
- Mobilisatiekruis 1914-1918 (Mk)
- Officierskruis voor 30 jaar trouwe dienst (XXX)

Buitenland
- Officier in de Orde van Verdienste van Adolf van Nassau (Luxemburg)
- Lid in de Orde van het Bad (Groot-Brittannië)
- Eerste klasse van de Orde van Verdienste van de Duitse Adelaar
- Officier in het Legioen van Eer (Frankrijk)
- Officier in de Orde van het Zwaard (Zweden)
- Commandeur in de orde van Vasa (Zweden)
- Commandeur in het Legioen van Verdienste (Verenigde Staten)